# Honoré Gabriel Riqueti de Mirabeau
Honoré Gabriel Riqueti, conde de Mirabeau, (Bignon-Mirabeau, Loiret, 9 de Março de 1749 – Paris, 2 de Abril de 1791) foi um jornalista, escritor, político e grande orador parlamentar francês.
Foi um destacado activista e teórico da Revolução Francesa, fez parte do Clube dos Trinta e destacando-se pela sua retórica apaixonada e convincente, tanto oral como escrita, o que lhe mereceu o epíteto de L'orateur du peuple, ou seja O orador do povo. Teve uma vida aventurosa, que incluiu uma curta passagem pela diplomacia, em parte como agente secreto, múltiplas passagens pela prisão e pelo exílio, e uma vida amorosa complexa e apaixonada. Fez parte da Maçonaria e teve um papel relevante na Revolução Francesa, durante a fase inicial da qual foi um dos moderados que pretendia a transição para uma monarquia constitucional. A sua morte foi um dos factores que precipitou a queda da monarquia francesa.

## Biografia
Honoré Gabriel Riqueti nasceu em Le Bignon-Mirabeau, perto de Nemours, no Loiret, a 9 de Março de 1749, filho primogénito de Marie-Geneviève de Vassan e de Victor Riqueti, economista de renome e marquês de Mirabeau.
Os Riqueti, nome por vezes grafado Riquet ou Riquetti, descendiam de uma família de mercadores, oriundos da pequena cidade de Digne, que tinham enriquecido em Marselha. Um deles, Jean Riqueti, tinha comprado em 1570 o castelo e o senhorio de Mirabeau, o qual em 1685 serviu para que um dos seus descendentes, Honoré Riquetti, obtivesse o título de marquês de Mirabeau. O seu filho primogénito, Jean Antoine, falecido em 1737, foi um militar distinto ao serviço de Luís XIV de França, vindo a ser o avô de Honoré Gabriel Riqueti, conde de Mirabeau.

### Os anos formativos (1749-1771)
Honoré Gabriel nasceu com algumas deformidades, incluindo uma enorme cabeça que fazia suspeitar que sofresse de hidrocefalia. A acrescentar a esses problemas, aos três anos de idade foi vítima da varíola, a qual lhe deixou a face severamente desfigurada. Estas circunstâncias terão feito dele um filho mal-amado, particularmente por seu pai, que nunca terá mantido com ele uma relação cordial.
Destinado a seguir a vida militar, cedo foi enviado para um pensionato de Paris, tendo aí entre o seus professores o célebre matemático Joseph Louis Lagrange.
Como reacção à severa educação recebida de seu pai, adoptou um estilo de vida rebelde, desordenado e escandaloso, de que existem relatos nas memórias do escocês Gilbert Elliot, que foi seu colega nessa época. Em consequência deixou de receber qualquer apoio financeiro de seu pai, passando a viver com dificuldades.
Terminou os seus estudos em 1767, sendo incorporado no mesmo regimento de cavalaria que havia sido comandado pelo seu avô paterno. Integrado nesse regimento participou na campanha de 1768-1769 na Córsega, que culminou na batalha de Ponte Novu, lutando contra as forças nacionalistas corsas de Pasquale Paoli. Por coincidência, o seu colega de estudos preparatórios Gilbert Elliot viria, duas décadas depois, a ser vice-rei da Córsega, então constituída em Reino Anglo-Corso.
Não se desviando do seu comportamento enquanto estudante, apesar da sua deformidade conseguiu conquistar uma dama das relações do coronel que comandava o regimento. As reacções não se fizeram esperar, e a pedido de seu pai, foi encarcerado por algum tempo na île de Ré.

### As aventuras e desventuras (1771-1782)
A partir de 1771 fixa-se em Paris, onde no ano seguinte casou com Marie Emilie de Marignane, uma rica herdeira, filha do poderoso marquês de Marignane, num casamento arranjado por seu pai. Deste consórcio nascerá um filho, o qual faleceu criança de tenra idade.
Continuando a envolver-se em escândalos, o pai força-o a fixar-se fora de Paris, numa situação de semi-desterro. É nesta altura que escreve a sua primeira obra conhecida, intitulada Essai sur le despotisme (1774).
Em 1774 envolveu-se em novos desacatos, ofendendo a aristocracia local. Foi novamente preso por ordem do rei Luís XV de França, emitida a pedido de seu pai, e encarcerado no castelo de If. Em 1775, para o punir e impedir novos escândalos, foi transferido para o castelo de Joux, no Doubs, ficando em regime aberto, com autorização de visitar livremente a cidade de Pontarlier. Aí conhece Marie Thérèse de Monnier, a sua Sophie, uma mulher casada, pela qual se apaixona. Fogem para a Suíça, acabando por obter refúgio na Holanda.
Aí o casal vivia em Amesterdão, graças ao trabalho de Mirabeau como escritor de textos feitos por encomenda e como tradutor de textos ingleses, adquiridos por um editor local que os publicava em França. Usava o pseudónimo Sait-Mathieu.
Entretanto, em Pontarlier, Mirabeau foi condenado à morte por contumácia em resultado dos crimes de sedução de uma mulher casada e de rapto. Em Maio de 1777 foi extraditado e aprisionado nas masmorras de Vincennes, nas quais permaneceu até 1780.
Durante o período em que esteve preso nas masmorras de Vincennes (1777-1780), escreveu as cartas que foram publicadas após a sua morte com o título de Lettres à Sophie (1792), (em português Cartas a Sofia), uma obra-prima da literatura amorosa. Neste mesmo período, escreveu também um manifesto virulento contra a arbitrariedade da justiça do seu tempo, a que deu o título de Des lettres de cachet et des prisons d'État, publicado após a sua libertação (1782), uma obra de carácter jurídico e histórico, contendo o fundamento técnico-jurídico da sua defesa. Nesta obra são bem patentes os seus dotes como pensador político.
Também na prisão escreveu a obra erótica Erotica biblion e, depois, Ma conversion. Estas obras foram escritas numa fase em que partilhava a prisão com o marquês de Sade, embora se detestassem mutuamente.
Conseguiu obter a anulação da sua condenação, sendo libertado da prisão de Vincenes em Agosto de 1782, apenas para descobrir que a sua Sophie tinha procurado consolo nos braços de um jovem oficial e se tinha entretanto suicidado. Fixa-se então em Aix-en-Provence, procurando, sem sucesso, o retorno da sua esposa, a qual o rejeita, decisão que um tribunal confirma.

### Novo exílio (1782-1785)
Pouco depois de chegar a Aix-en-Provence, em 1782, envolveu-se desastradamente num conflito judicial que decorria no seio da sua família, atacando as autoridades com tal violência que foi obrigado a procurar novamente refúgio nos Países Baixos para evitar nova detenção.
Aí voltou a viver pobremente, escrevendo e revendo textos destinados a serem publicados em França. Aí encontra Henriette Amalia de Nerah, filha do político holandês Willem van Haren, com quem passa a viver. Sendo uma mulher culta e experiente, a relação entre os dois traz alguma estabilidade emocional e financeira a Mirabeau.
Face às constantes dificuldades financeiras, o casal, acompanhado por um filho adoptivo de Henriette, resolve partir para Londres, onde se fixa. Aí Mirabeau não era desconhecido, pois a sua obra Des Lettres de Cachet et des prisons d'état tinha sido publicada numa tradução inglesa no ano de 1788.
Reencontra o seu antigo colega de estudos Gilbert Elliot, então um importante membro Whig do parlamento britânico, sendo através dele introduzido nos círculos literários e políticos londrinos. Estabelece relações amigáveis com grande número de intelectuais e políticos da época, entre os quais o marquês de Shelbourne e Samuel Romilly.
Publica a obra Considérations sur l'ordre de Cincinnatus (1785), a qual é rapidamente traduzida em inglês e obtém relativo sucesso nos meios políticos liberais. Contudo, considerando-se mal remunerado e vivendo em constantes dificuldades financeiras, começa um processo de aproximação às autoridades francesas, procurando um lugar no serviço diplomático. É nesta altura que se oferece como agente secreto, oferta que é recusada.
Não tendo êxito na sua tentativa de aproximação às autoridades francesas a partir de Londres, envia Henriette Amalia de Nehra a Paris, para aí tentar criar condições para o seu regresso. Quando fica claro que não será preso, em 1785 regressa a Paris. Aí, as suas hipóteses de ser empregado pelo Estado são novamente arruinadas pela publicação de escritos de carácter panfletário atacando as instituições políticas e a banca, pois no entretanto passara a ver na agiotagem das instituições financeiras uma das fontes de degradação da sociedade francesa.
Contudo, apesar das controvérsias que o rodeavam, em princípios de 1786 acaba por ser contratado por Charles Gravier de Vergennes, então ministro dos estrangeiros, e enviado numa viagem preliminar a Berlim a fim de observar a corte da Prússia.

### Diplomata e agente secreto (1786-1788)
Tendo estado em Berlim em princípios de 1786, e tendo produzido um relatório considerado satisfatório, é enviado para aquela cidade em Julho desse ano, tendo como missão zelar por interesses franceses e obter informações sobre o andamento da vida política prussiana.
A sua missão era um misto de diplomacia e de espionagem, tendo por missão elaborar relatórios detalhados sobre os eventos e as personalidades mais importantes de Berlim. Nesse período ocorre a morte de Frederico II da Prússia e a ascensão ao trono de Frederico Guilherme II da Prússia.
Não tendo conseguido as boas graças do novo rei, volta a Paris em Janeiro de 1787. Com o s dados que recolheu em Berlim, publica em Londres a obra De la monarchie prussienne sous Frédéric le Grand (1788). Publicará depois a sua Histoire secrète de la cour de Berlin (1789), contando detalhadamente a sua experiência junto da berlinense.

### Carreira política (1788-1791)
Em Paris envolve-se nos meios políticos, mas não é considerado pessoa capaz de assumir qualquer cargo, dado o seu passado libertino e cadastro prisional, além de contar com a férrea oposição dos seus familiares e dos familiares da sua primeira esposa.
Quando Luís XVI de França convoca os Estados Gerais para 1789, apresentou-se às eleições pela Provença, mas foi rejeitado pela nobreza. Em resultado, publica um discurso veemente dirigido aos nobres provençais.
Nesta ocasião foi o seu passado libertino que o impediu de liderar a ala reformista da nobreza, adepta das ideias liberais, mas intolerante em relação a questões morais e de costumes. Também a sua obra Dénonciation de l'agiotage, uma forte diatribe contra a forma como funcionavam os bancos e a grande finança, contribui para o tornar suspeito aos olhos dos meios financeiros e da nobreza mais conservadora.
É então escolhido pelo terceiro estado, o povo, em Aix-en-Provence e em Marselha. Em breve transforma-se num dos mais enérgicos oradores da Assembleia Constituinte.
Destacou-se pela sua eloquência, posta ao serviço da causa revolucionária, embora mantendo uma postura moderada. Defendeu a instauração de uma monarquia constitucional, com poderes limitados por uma assembleia legislativa, inspirando-se no modelo britânico e nos escritos de Montesquieu.
Durante a Revolução Francesa foi um dos moderados que defendia a transição pacífica para uma monarquia constitucional, constituída ao estilo da monarquia britânica. Para tal conduziu, sem sucesso, conversações secretas com o monarca, tentando persuadi-lo a aceitar tal solução, reconciliando a monarquia com os anseios da Revolução.
Quando, efectivamente, um regime com essas características se instalou em França, Mirabeau fez o duplo jogo de intentar manter-se como líder da Assembleia Nacional, da qual chegou a ser presidente, e actuar secretamente como conselheiro de Luís XVI de França, de quem aceitou generosos pagamentos. Contudo, a sua posição via-se limitada pela acção de Maria Antonieta e do partido reaccionário da corte, que pretendia a manutenção do Antigo Regime.
Foi presidente da Assembleia Nacional Constituinte entre 29 de Janeiro e 14 de Fevereiro de 1791. Não foi ministro porque os seus partidários desconfiavam da sua eloquência e duplicidade.
A degradação da monarquia determina o aumento da sua importância política, pois quando faleceu tinha-se transformado no mais sólido apoio de Luís XVI e de Maria Antonieta.
A 7 de Maio de 1789, o periódico Courrier de Provence que Mirabeau publicava desde 2 de Maio anterior é apreendido e publica-se um édito proibindo a publicação de relatos das sessões dos Estados Gerais de 1789.
Mirabeau decide não acatar aquela imposição e continua a publicar relatos das sessões parlamentares, bem como análise das questões políticas que estivessem na ordem do dia, passando, entre 10 de Maio e 25 de Julho de 1789, a intitulá-las Lettres du comte Mirabeau à ses commettants. A partir daí deu-lhe o título de Courrier de Provence, o qual se continuou a publicar até 30 de Setembro de 1791, já após o falecimento do seu fundador.
Foi também redactor do jornal L'Apocalypse, um jornal que se publicou em Paris de Março de 1790 a Março de 1791.

### A morte e a queda em desgraça

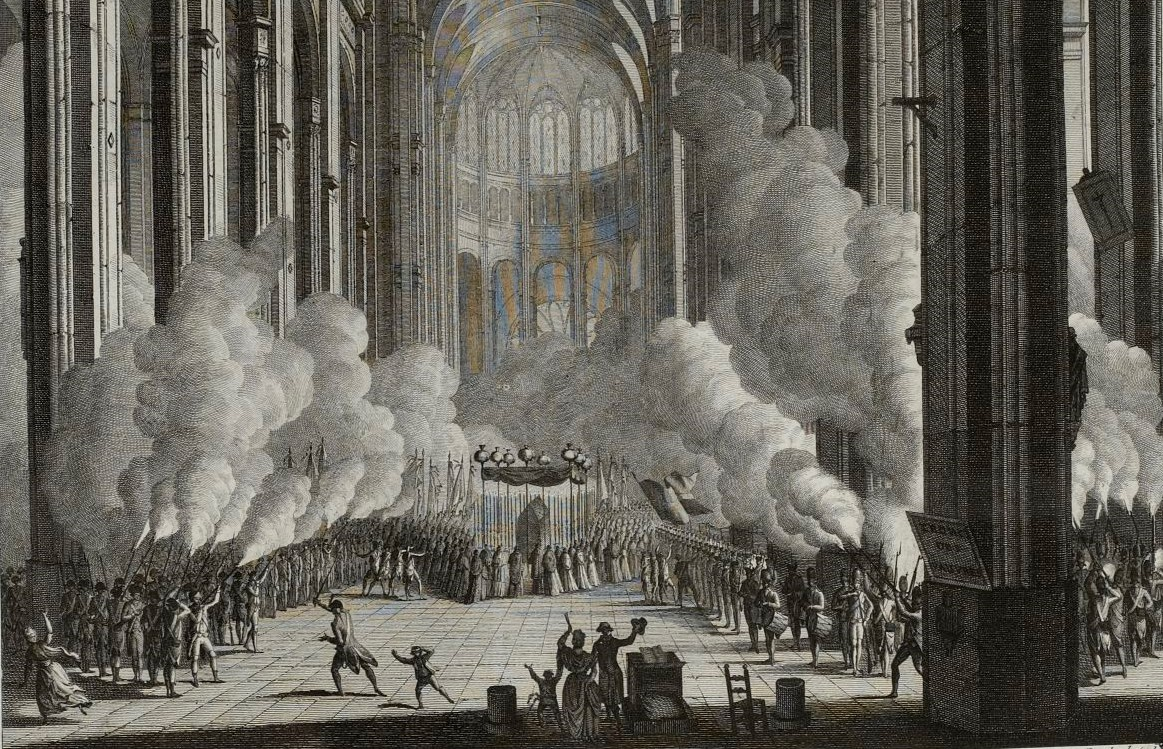
Funeral de Mirabeau na igreja de Santo Eustáquio, (Museu da Revolução Francesa).

Faleceu subitamente, crê-se que em resultado de envenenamento, em Paris, a 2 de Abril de 1791. A sua morte reduziu as possibilidades de êxito da monarquia constitucional, derrubada dois meses mais tarde após a família real fracassar uma tentativa de se escapar do país, traindo o regime revolucionário (1791).
O seu corpo foi transportado com grande pompa para o Panthéon, num cortejo que contou com mais de 300 000 acompanhantes, e aí permaneceu até que a descoberta do célebre armário de ferro, em Novembro de 1792, revelou que ele tinha mantido contactos secretos com o rei Luís XVI e com elementos da sua corte.
O armário de ferro é nome pelo qual ficou conhecido um cofre sito no palácio das Tulherias onde o rei guardava documentos secretos. Encontrado após a tomada do palácio pelas forças revolucionárias, ocorrida a 10 de Agosto de 1792, os documentos que continha foram posteriormente revelados, trazendo a público muitos dos segredos do monarca, incluindo minutas de encontros, informações sobre o pagamento de informadores e a lista dos contactos do rei.
Esperando ser nomeado ministro da monarquia constitucional, ele tinha prodigalizado os seus conselhos ao rei, complementando com o fornecimento de informações secretas principescamente pagas. Relatos dessas informações estavam entre os documentos encontrados. Em consequência, em Novembro de 1793, a sua sepultura foi profanada e os seus restos mortais lançados nos esgotos de Paris.

## Obras publicadas
A lista que se segue, não exaustiva, relaciona algumas das mais importantes obras de Mirabeau:
- Essai sur le despotisme (1775)
- Des Lettres de Cachet et des prisons d'état (1782)
- Erotica biblion (1783)
- Le libertin de qualité/Ma conversion (1783)
- Considérations sur l'ordre de Cincinnatus (1785)
- De la monarchie prussienne sous Frédéric le Grand (1788)
- Dénonciation de l'agiotage (1789)
- Histoire sécrète de la cour de Berlin (1789)
- Lettres à Sophie (1792)